# 小田切光信
小田切 光信（おだぎり みつのぶ）は、戦国時代の武将。甲斐武田氏家臣。

## 経歴・人物
信濃国佐久郡小田切村の人物。武田信玄に仕え、大門峠の戦いにて討死する。